# Zygfryd (arcybiskup Hamburga)
Zygfryd, niem. Siegfried (zm. 24 października 1184) – biskup Brandenburga od 1173 roku, arcybiskup Hamburga-Bremy od 1179 roku, z dynastii askańskiej.

## Życie
Zygfryd był jednym z synów Albrechta Niedźwiedzia, pierwszego margrabiego brandenburskiego z dynastii askańskiej. Przeznaczony do kariery duchownej, został kanonikiem w Magdeburgu. W 1168 roku po raz pierwszy wybrany na arcybiskupa Hamburga-Bremy, jednak objęcie tego urzędu zostało udaremnione przez księcia saskiego i bawarskiego Henryka Lwa. W 1173 roku otrzymał stanowisko biskupa Brandenburga. W 1179 roku, ponownie wybrany arcybiskupem Hamburga-Bremy, tym razem – wobec upadku Henryka Lwa w 1180 roku – objął ten urząd. W toku swych rządów w Bremie toczył spory z mieszczanami tego miasta o zasięg swoich kompetencji i samorządu miasta.